# Lucka (Bürgel)
Lucka ist ein Ortsteil der Stadt Bürgel im Saale-Holzland-Kreis in Thüringen.

## Geografie
Durch den Weiler führt die Landesstraße 2316 nach Rodigast auf die Bundesstraße 7 mit Anschluss bei Eisenberg auf die Bundesautobahn 9 und in entgegengesetzter Richtung nach Jena. Nachbarorte sind Zinna und Rodigast. Das sind alles Namen von klostereigenen Weilern oder Namen von Orten, die an der alten Handelsstraße Aufgaben zur Überwachung und Unterstützung des damaligen Verkehrs hatten.

## Geschichte
Am 26. April 1357 wurde Lucka urkundlich erstmals erwähnt.